# Edmond Gaujac
Edmond Gaujac (* 10. Februar 1895 in Toulouse; † 5. Oktober 1962 ebenda) war ein französischer Komponist und Musikpädagoge.

## Leben
Edond Gaujac absolvierte nach seiner Schulzeit eine Lehre bei einem Geigenbauer. Daneben besuchte er Kurse am Konservatorium seiner Heimatstadt. 1911 trat er in das Pariser Konservatorium ein, wo er Harmonielehre bei Xavier Leroux studierte. Seine Ausbildung wurde durch den Ersten Weltkrieg unterbrochen. Er wurde zur Armee einberufen und mit einem Croix de guerre ausgezeichnet. 
Nach dem Krieg setzte er seine Ausbildung am Konservatorium bei Vincent d’Indy fort, daneben trat er eine Stelle als Hornist im Orchester der Concerts Colonne an, das zu der Zeit von Gabriel Pierné geleitet wurde. Nach einem Second Grand Prix 1924 gewann er 1927 beim Wettbewerb um den Prix de Rome mit der lyrischen Szene Coriolan den Premier Grand Prix.
Nach seiner Rückkehr von dem mit dem Preis verbundenen Romaufenthalt 1931 wurde Gaujac Direktor des Konservatoriums von Lille. Zugleich übernahm er hier die Leitung des Orchesters von Radio Lille. 1945 kehrte er nach Toulouse zurück, wo er als Nachfolger von Aymé Kunc die Leitung des Konservatoriums übernahm. Zu seinen Schülern zählte u. a. der Komponist Jean-Marie Depelsenaire.
Gaujac komponierte Orchesterwerke, ein Oratorium, Kammermusik und Lieder.

## Werke
- Les Amants de Vérone, Kantate, 1924
- Coriolan, lyrische Szene, 1927
- Vocalise für Violine, Viola, Flöte und Oboe oder Trompete, 1936
- Scherzetto für Klavier, 1937
- Pastorale für Klavier, 1938
- Impulsions für Klavier zu vier Händen, 1939
- Esquisses provençales für Orchester
- Symphonie romantique
- Fantaisie für Orchester
- Vénus et Adonis, lyrische Szene
- Sainte-Germaine de Pibrac, Oratorium, UA 1935 bei den Concerts Colonne
- Funambulie für Saxophon
- 3 pièces pantomimiques für Altsaxophon und Klavier
- Rêves d’enfant, kleine Suite für vier Saxophone